# Mortonagrion appendiculatum
Mortonagrion appendiculatum – gatunek ważki z rodziny łątkowatych (Coenagrionidae). Występuje endemicznie w Indonezji.